# Castell de Rodenegg
El castell de Rodenegg (alemany Schloss Rodenegg, italià Castello di Rodengo) és un castell que es troba al municipi de Rodeneck a la regió italiana del Tirol del Sud  i que s'enlaira per tres bandes sobre un escarpat rocós de la Val Pusteria sobre la gorja del riu Rienza, situació que el fa pràcticament inexpugnable.

## Història
El castell fou edificat a la primera meitat del segle xii (vers 1140) per Friedrich I von Rodank (Rodeneck) i en principi només constava d'una torre de l'homenatge i un palau. La família en fou propietària fins a vers 1300 i després fou administrat pels comtes del Tirol i el 1491 passà a ser propietat de la família dels Wolkenstein-Rodenegg, que el van ampliar molt. Encara està en bon estat i habitat en algunes de les seves zones. La resta es pot visitar durant alguns períodes de l'any (març-octubre).

## Interès

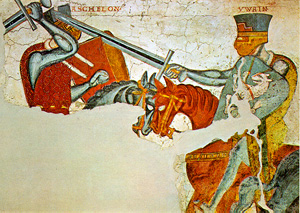
Pintura mural que representa Iwein al castell de Rodenegg

La part més interessant del castell són les onze pintures murals que s'hi han conservat i que es van redescobrir el 1972, ja que havien quedat tapades. Això també n'ha fet possible la conservació. Daten del segle xiii (entre 1200 i 1230) i constitueixen la pintura mural de tema profà més antiga dels països germànics. Les pintures retraten escenes de la novel·la artúrica Iwein de Hartmann von Aue, al seu torn inspirada en la de Chrétien de Troyes. Com que s'hi retraten només escenes de la primera part de la novel·la, s'ha pensat que potser n'hi havia més, que no haurien estat conservades.
Es poden visitar també la capella de Sant Miquel, la sala d'armes, els jardins i les garjoles; el castell fou escenari d'alguns processos de bruixeria en el segle xvii, particularment el de Mathias (o Matheus) Perger (vers 1587 - 1645), anomenat el Lauterfresser (el menja-sopes), que fou cremat a la foguera.